# Paola Ruggeri
Paola Laura Ruggeri Ghigo (Caracas, 14 de julho de 1961) é uma nadadora, modelo e administradora venezuelana.

## Biografia

### Primeiros anos
Paola Ruggeri é descendente de italianos, seu pai nasceu na Sicília e sua mãe na Lombardia.
Aos sete anos de idade (incentivada por sua irmã Patrizia), decidiu começar a nadar no Clube Puerto Azul [es] e, desde então, conquistou um grande número de medalhas em várias competições nacionais. Seu desempenho notável nas piscinas a levou a ser uma das delegadas venezuelanas no Campeonato Sul-Americano de Natação de 1974, realizado em Medellín, na Colômbia, onde quebrou recordes regionais nos 100 e 200 m nado costas. Seu excelente desempenho nesse evento esportivo levou o Círculo Venezuelano de Jornalistas Esportivos a nomeá-la “Atleta do Ano de 1974”.

### Natação
Sua consolidação como uma das nadadoras mais proeminentes do país permitiu que ela fizesse parte da delegação venezuelana dos Jogos Olímpicos de Verão de 1976, realizados em Montreal, no Canadá, nas quais teve uma participação destacada.
Na prova de 100 metros nado de costas [en] ficou com o vigésimo nono lugar na competição. Na prova de 200 metros nado de costas [en], também, terminou na vigésima nona colocação. No revezamento 4 X 100 metros livres [en], ao lado da nadadoras Dacyl Pérez [en], Marianela Huen [en], Vania Vázquez [en] e María Hung [en] conquistaram o décimo quinto lugar.
Paralelamente ao seu desempenho esportivo, cursou administração na Universidade Metropolitana [en].

### Moda
Em 1980, participou de desfiles de moda e foi escolhida como a “Rainha de Puerto Azul”.
Posteriormente, decidiu participar do Miss Venezuela de 1983, graças à iniciativa de Osmel Sousa [es] e Irene Sáez. Ruggeri representou o estado de Portuguesa, sendo uma das 22 candidatas que competiram pelo cetro nacional naquele ano, cuja final foi realizada na quinta-feira, 5 de maio de 1983, no Teatro do Hotel Macuto Sheraton em  Caraballeda, estado de Vargas. Após a contagem dos votos do júri, Ruggeri foi a vencedora do concurso Miss Venezuela, recebendo a coroa de Ana Teresa Oropeza [es], campeã do Miss Venezuela de 1982.
Ruggeri participou de dois concursos. Primeiro, ela participou do Miss América do Sul [es] 1983, realizado no Coliseu Amauta [es], em Lima, capital do Peru, onde ganhou a coroa, entre 10 competidoras. Em seguida, competiu no Miss Universo 1983, cuja final foi realizada em St. Louis, nos Estados Unidos. Nesse concurso, ela ficou entre as doze semifinalistas, sendo a única latino-americana a chegar a essa etapa naquela ocasião.
Ruggeri ainda é ativo na natação e foi condecorado em 2009 com a Ordem “Rafael Vidal”, concedida pelo Ministério do Esporte [es] e pela Federação Venezuelana de Esportes Aquáticos (Fedeva).

## Vida pessoal
Em 1989, ela se casou com Paolo Facci e, em 1991, deu à luz Laura Facci Ruggeri, sua única filha. Trabalhou durante muitos anos com design gráfico.